# Galáxia química
A galáxia química (em inglês:  Chemical Galaxy) é uma nova representação do sistema periódico de elementos, mais conhecido na forma da tabela periódica, desenvolvida por Philip Stewart com base na natureza cíclica das características dos elementos químicos (que depende, principalmente, dos elétrons de valência). Mesmo antes de Dmitri Mendeleev produzir a primeira tabela satisfatória, os químicos estavam fazendo representações em espiral do sistema periódico, e isso tem continuado desde então, mas estes eram geralmente de forma circular. Na galáxia química os elementos são dispostos em uma só espiral, com os com menor número atômico ao centro. Com isso, os períodos dos lantanídeos e dos actinídeos, que ficam à parte na tabela, são colocadas em seus lugares sem prejudicar a visualização. No centro do espiral existe o neutrônio, que tem apenas nêutrons em seu núcleo. Na tabela, o hidrogênio fica no grupo 1, a dos metais alcalinos. Na espiral, ele ganhou uma posição nova e isolada, mais próxima do carbono, com o qual ele tem mais semelhanças e frequentemente se combina.
A galáxia química destina-se principalmente a excitar o interesse pela química entre não-químicos, especialmente os jovens, mas é totalmente preciso em termos científicos nas informações que transmite sobre as relações entre os elementos, e tem a vantagem sobre uma tabela de não quebrar a sequência contínua dos elementos. Uma versão revista, Chemical Galaxy II, introduz um novo esquema, inspirado por Michael Laing, para colorir os lantanídeos e os actinídeos, para realçar paralelos com os metais de transição.
John D. Clark foi o primeiro a apresentar uma espiral com um formato oval. Seu design foi utilizado como uma ilustração de duas páginas em cores vivas na revista Life de 16 de maio de 1949. Em 1951, Edgar Longman, um artista, não um químico, pintou um grande mural adaptando a imagem da Life, tornando-a elíptica e inclinando-a para produzir um efeito dinâmico. Philip Stewart, então com 12 anos de idade, havia acabado de ler o livro The Nature of the Universe de Fred Hoyle, e foi inspirado pelo desenho de Longman, que achou se assemelhar a uma galáxia espiral. Stewart voltou a essa ideia muitos anos depois e publicou uma primeira versão de sua galáxia química em Novembro de 2004. Seu desenho visa expressar a ligação entre o mundo minuto dos átomos e a vastidão das estrelas, no interior do qual os elementos foram forjados, como Hoyle foi o primeiro a demonstrar em detalhe.